# Tell Her About It
Tell Her About It is een nummer van de Amerikaanse zanger Billy Joel uit 1983. Het is de eerste single van zijn negende studioalbum An Innocent Man.

## Achtergrondinformatie
Het nummer is geschreven als hommage aan de motownmuziek, en grijpt ook terug naar de doowopmuziek uit de jaren '60. Later heeft Joel in interviews gezegd dat het nummer meer klonk als Tony Orlando & Dawn dan als het motown-geluid dat hij in gedachten had. Joel zei dat hij voor het nummer beïnvloed was door The Supremes, die vaak zongen over hoe om te gaan met liefde of een relatie. In de tekst van "Tell Her About It" doet Joel hetzelfde, en vertelt hij een jonge man wat te doen in een relatie. Hij adviseert jonge mannen om met hun vriendinnen over hun gevoelens te praten, en om te vertellen dat ze echt om hun vriendin geven, voordat het te laat is. Joel vertelde in een biografie dat zijn toenmalige vriendin Christie Brinkley leidde tot de inspiratie voor het nummer. Hij zei dat zij de eerste persoon was waarmee hij echt kon praten, en dat ze dat urenlang met elkaar konden doen.

## Hitlijsten
"Tell Her About It" werd voornamelijk in Engelssprekende landen een grote hit. Het bereikte de nummer 1-positie in de Amerikaanse Billboard Hot 100. Nederland en België waren de enige niet-Engelstalige landen waarin het nummer een hit werd. Het bereikte een bescheiden 27e positie in de Nederlandse Top 40, en de 19e positie in de Vlaamse Radio 2 Top 30.